# Zamarada geitaina
Zamarada geitaina là một loài bướm đêm trong họ Geometridae.